# Anahita syriaca
Anahita syriaca là một loài nhện trong họ Ctenidae.
Loài này thuộc chi Anahita. Anahita syriaca được Octavius Pickard-Cambridge miêu tả năm 1872.